# Ngụy (nước)

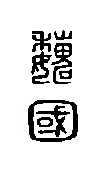
Ngụy quốc
(triện thư, 220 TCN)

Ngụy (Phồn thể: 魏國; Giản thể: 魏国) là một quốc gia chư hầu trong thời kỳ Chiến Quốc trong lịch sử Trung Quốc. Lãnh thổ của quốc gia này hiện tại tương ứng với phía Nam của tỉnh Sơn Tây, phía Bắc của tỉnh Hà Nam và phía Đông tỉnh Thiểm Tây.
Nhà nước này tồn tại từ năm 403 TCN khi Ngụy Tư được Chu Uy Liệt Vương phong tước Hầu, tức Ngụy Văn hầu. Năm 344 TCN, Ngụy Huệ Thành vương xưng Vương, bắt đầu thời kì Vương quốc của nước Ngụy và nước này nhanh chóng trở thành một trong những quốc gia hưng thịnh nhất thời kì Chiến Quốc, được liệt vào hàng ngũ Chiến Quốc Thất hùng. Năm 225 TCN, Ngụy vương Giả bị tướng nước Tần là Vương Bí bắt, Ngụy quốc chính thức diệt vong, tồn tại tổng cộng 179 năm.
Nước Ngụy cùng nước Triệu và nước Hàn là 3 quốc gia được hình thành sau sự tan rã của nước Tấn, vì vậy cả ba nước này còn được gọi là Tam Tấn (三晉).

Giản đồ các nước thời Chiến Quốc

## Khởi nguyên
Xem chi tiết: Tấn (nước)
Theo huyền sử thì thủy tổ các đời quân chủ nước Ngụy vốn họ Cơ, hậu duệ của Tất công Cao, em trai thứ 15 của Chu Vũ vương, từ đó lấy họ Tất, nhiều đời làm trọng thần thời Tây Chu. Đến cuối thời Tây Chu, Tất quốc bị quân Tây Nhung diệt vong, hậu duệ Tất công Cao sang tị nạn ở nước Tấn, phục vụ cho các vua Tấn thời Xuân Thu. Đến thời Tất Vạn, do công lao phò tá Tấn Hiến công tiêu diệt các nước Hoạch, Ngụy và Cảnh, được phong làm đại phu và được phong đất Ngụy cũ để làm thực ấp, từ đó lấy Ngụy làm họ.
Từ thời Tấn Văn công, do có nhiều công lao giúp vua Tấn làm bá chủ chư hầu, thế lực họ Ngụy ngày càng lớn mạnh. Trong thời gian dài nước Tấn làm bá chủ, nhiều thế hệ họ Ngụy tiếp tục đóng vai trò khanh tướng trong bộ máy chính quyền nước Tấn. Họ Ngụy với họ Triệu, họ Hàn, họ Trí, họ Trung Hàng và họ Phạm dần dần nắm giữ các chức vụ quan trọng trong nước, lấn át quyền lực vua Tấn, được gọi chung là Lục khanh.
Sau đó Lục khanh tranh chấp quyền lực và tiêu diệt lẫn nhau, Ngụy tồn tại được qua cuộc chiến nhiều năm này, cùng 2 họ Hàn và Triệu. Năm 403 TCN, trước thực tế là thế lực của 3 họ đã rất lớn mạnh, Chu Uy Liệt vương phong cho 3 họ làm chư hầu. Năm 376 TCN, Ngụy cùng Hàn và Triệu chiếm nốt phần đất còn lại của vua Tấn Tĩnh công, tiêu diệt hoàn toàn nước Tấn.
Năm 403 TCN là năm đánh dấu mốc thành lập chính thức của nước Ngụy.

## Lãnh thổ
Nước này tiếp giáp về phía tây với nước Tần, về phía đông với nước Tề, về phía tây nam là nước Hàn, về phía nam là nước Sở và về phía bắc là nước Triệu.
Lãnh thổ của nước Ngụy bao gồm các khu vực ngày nay là bắc Hà Nam, nam Sơn Tây và phần lớn các tỉnh Hà Bắc, Thiểm Tây.
Sau khi dời đô từ An Ấp (nay ở phía tây bắc huyện Hạ tỉnh Sơn Tây) tới Đại Lương (nay là Khai Phong) trong thời kỳ trị vì của Ngụy Huệ Thành vương (369 TCN-319 TCN), thì nước Ngụy còn được gọi là Lương.

## Lịch sử
Nhà nước này đạt tới đỉnh cao của sự phát triển trong thời kỳ trị vì của 2 vị quân chủ đầu tiên là Văn hầu Ngụy Tư và Vũ hầu Ngụy Kích.
Huệ Thành vương Ngụy Oanh, vị quân chủ thứ ba, tập trung vào việc phát triển kinh tế, bao gồm cả các dự án thủy lợi tại khu vực sông Hoàng Hà. Đây là vị vua Ngụy xưng vương đầu tiên, tuy nhiên, sự suy yếu của nhà nước này cũng đã bắt đầu từ thời Huệ Thành vương. Vị vua này cho rằng nước Tần ở phía tây là một nước yếu không có khả năng đe dọa sự ổn định của Ngụy và đất đai của họ chỉ là vùng đất hoang vu, vì thế ông tập trung vào việc xâm chiếm các vùng đất màu mỡ ở phía đông nhưng sự bành trướng của Ngụy về phía đông đã bị cản trở vài lần trong một loạt các trận chiến, bao gồm cả trận Mã Lăng diễn ra năm 341 TCN.
Mặt khác, những cải cách của nước Tần vào cùng thời kỳ đó đã làm cả kinh tế lẫn quân sự của Tần phát triển mạnh mẽ đến mức chưa từng thấy. Sau đó, Ngụy đã mất khu vực miền tây hành lang Hà Tây (một khu vực chăn thả có ý nghĩa chiến lược tại bờ tây sông Hoàng Hà, tại khu vực ngày nay là ranh giới giữa hai tỉnh Sơn Tây và Thiểm Tây) vào tay nước Tần, và kể từ đó trở đi Ngụy liên tục bị Tần xâm lược cho tới khi sụp đổ. Điều này buộc Ngụy phải dời đô từ An Ấp tới Đại Lương.
Sức mạnh quân sự của Tần đã phá vỡ liên minh giữa Ngụy và Hàn trong trận Y Khuyết năm 293 TCN.
Dù vậy Ngụy vẫn có thể chinh phục tiểu quốc Vệ năm 254 TCN.
Ngụy mất vào tay Tần năm 225 TCN, sau khi đại tướng nước Tần là Vương Bí cho tháo nước sông Hoàng Hà vào Đại Lương.

## Các tướng văn, võ nổi tiếng
Ngụy cũng có một số tướng lĩnh và chính khách giỏi, bao gồm:
- Lý Khôi (Chiến Quốc) (李悝, 455 TCN - 395 TCN), một nhà cải cách và tướng quốc của Ngụy.
- Ngô Khởi (440 TCN - 381 TCN), đại tướng, quận thủ Tây Hà.
- Nhạc Dương, tổ tiên của Nhạc Nghị và là người xâm chiếm nước Trung Sơn năm 406 TCN.
- Bàng Quyên, người đã xâm chiếm nhiều nơi nhưng cuối cùng lại thất bại trước Điền Kỵ và Tôn Tẫn trong trận Mã Lăng năm 341 TCN.

## Danh sách các vị quân chủ

### Thủ lĩnh họ Ngụy
Từ thời Xuân Thu, dòng họ Ngụy  phục vụ cho nước Tấn đã được ban tước Tử. Từ khi được Chu Uy Liệt Vương phong chư Hầu thì thăng lên tước Hầu, đến đời thứ 3 thì xưng Vương.
- Tất Vạn, vốn tên là Cơ Vạn, hậu duệ Tất Công Cao, được Tấn Hiến Công thưởng cho ấp Ngụy, chính là nước Ngụy thời Xuân Thu đã bị nước Tấn diệt trước đó ít lâu. Từ đó đổi làm họ Ngụy.
- Ngụy Mang Quý, con Tất Vạn, Sử Ký nói rằng Vũ Tử là con Tất Vạn không có đời Mang Quý.
- Ngụy Vũ Tử, tên thật là Sưu, con Mang Quý, được Tấn Văn công thăng làm đại phu.
- Ngụy Điệu Tử, tên thật là Khỏa, con Vũ Tử.
- Ngụy Chiêu Tử, tên thật là Giáng, con Điệu Tử.
- Ngụy Doanh, con Chiêu Tử, theo Sử Ký.
- Ngụy Hiến Tử, tên thật là Thư, con Chiêu Tử, Sử Ký cho rằng Hiến Tử là con Ngụy Doanh - Ngụy Doanh mới là con Chiêu Tử.
- Ngụy Giản Tử, tên thật là Thủ, con Hiến Tử.
- Ngụy Tương Tử, tên thật Mạn Đa, con Giản Tử. Sử Ký lại nói là con Hiến Tử - cùng họ Triệu đuổi họ Phạm và họ Trung Hàng ra khỏi nước Tấn.
- Ngụy Hoàn Tử, tên thật là Câu, con Tương Tử. Sử Ký lại nói là con Tương Tử - cùng 2 họ Hàn và Triệu tiêu diệt Trí Bá Dao.
- Ngụy Văn Tử, tên thật là Tư, con Hoàn Tử, được nhà Chu phong Hầu.

### Quân chủ nước Ngụy
1. Ngụy Văn hầu, tên thật là Tư (斯) hay Đô (都), trị vì từ 445 TCN tới 396 TCN.
2. Ngụy Vũ hầu, tên thật là Kích (擊), con trai Ngụy Tư, trị vì từ 396 TCN tới 370 TCN.
3. Ngụy Huệ Thành vương, tên thật là Oanh (罃) hay Anh (嬰), con trai Ngụy Kích, trị vì từ 370 TCN tới 319 TCN
4. Ngụy Tương vương, tên thật là Tự (嗣) hay Hách (赫), con trai Ngụy Oanh, trị vì từ 319 TCN tới 296 TCN.
5. Ngụy Chiêu vương, tên thật là Sắc/Tốc? (遫), con trai Ngụy Tự, trị vì từ 296 TCN tới 277 TCN.
6. Ngụy An Ly vương, tên thật là Ngữ (圉), con trai Ngụy Tốc, trị vì từ 277 TCN tới 243 TCN.
7. Ngụy Cảnh Mẫn vương, tên thật là Tăng (增) hay Ngọ (午), con trai của Ngụy Ngữ, trị vì từ 243 TCN tới 228 TCN.
8. Ngụy vương Giả, tên thật là Giả (假), con trai của Ngụy Tăng, trị vì từ 228 TCN tới 225 TCN.

Theo Sử ký (史記) của Tư Mã Thiên viết trong thế kỷ 1 TCN thì danh sách các vị quân chủ hơi khác một chút, với Ngụy Huệ Thành vương chết năm 335 TCN và con trai là Ngụy Tương vương kế nghiệp năm 334 TCN. Ngụy Tương vương chết năm 319 TCN và Ngụy Ai vương kế nghiệp cho tới khi ông này mất năm 296 TCN rồi tới con trai kế nghiệp, tức Ngụy Chiêu vương.
Tuy nhiên, phần lớn các học giả và các nhà phê bình khác cho rằng Ngụy Ai vương, với tên tuổi không rõ, là không có thật. Dường như là Tư Mã Thiên đã gán nửa sau của thời kỳ trị vì của Ngụy Huệ Thành vương (bắt đầu năm 334 TCN, vào thời điểm mà người ta cho rằng Ngụy Oanh xưng vương) cho con trai ông là Ngụy Tương vương và bổ sung thêm Ngụy Ai vương vào để lấp chỗ trống cho giai đoạn từ 319 TCN tới 296 TCN. Ngược lại, một số nhà sử học vẫn cho rằng Ngụy Ai vương là có thật.

## Thế phả các vị quân chủ
|                                    |                                    |                                    |                                    |                                    |                                    |  |  |                                  |                                  |                                  |                                  |                                  |                                  |  |  | Tất Vạn                                             |                                                     |                                                     |                                                     |                                                     |                                                     |  |  |                                |                                |                                |                                |                                |                                |  |  |  |  |  |  |  |  |  |  |  |  |  |  |  |  |  |  |  |  |  |  |
|                                    |                                    |                                    |                                    |                                    |                                    |  |  |                                  |                                  |                                  |                                  |                                  |                                  |  |  |                                                     |                                                     |                                                     |                                                     |                                                     |                                                     |  |  |                                |                                |                                |                                |                                |                                |  |  |  |  |  |  |  |  |  |  |  |  |  |  |  |  |  |  |  |  |  |  |
|                                    |                                    |                                    |                                    |                                    |                                    |  |  |                                  |                                  |                                  |                                  |                                  |                                  |  |  | Ngụy Mang Quý                                       |                                                     |                                                     |                                                     |                                                     |                                                     |  |  |                                |                                |                                |                                |                                |                                |  |  |  |  |  |  |  |  |  |  |  |  |  |  |  |  |  |  |  |  |  |  |
|                                    |                                    |                                    |                                    |                                    |                                    |  |  |                                  |                                  |                                  |                                  |                                  |                                  |  |  |                                                     |                                                     |                                                     |                                                     |                                                     |                                                     |  |  |                                |                                |                                |                                |                                |                                |  |  |  |  |  |  |  |  |  |  |  |  |  |  |  |  |  |  |  |  |  |  |
|                                    |                                    |                                    |                                    |                                    |                                    |  |  |                                  |                                  |                                  |                                  |                                  |                                  |  |  | Ngụy Vũ tử Ngụy Sưu                                 |                                                     |                                                     |                                                     |                                                     |                                                     |  |  |                                |                                |                                |                                |                                |                                |  |  |  |  |  |  |  |  |  |  |  |  |  |  |  |  |  |  |  |  |  |  |
|                                    |                                    |                                    |                                    |                                    |                                    |  |  |                                  |                                  |                                  |                                  |                                  |                                  |  |  |                                                     |                                                     |                                                     |                                                     |                                                     |                                                     |  |  |                                |                                |                                |                                |                                |                                |  |  |  |  |  |  |  |  |  |  |  |  |  |  |  |  |  |  |  |  |  |  |
|                                    |                                    |                                    |                                    |                                    |                                    |  |  |                                  |                                  |                                  |                                  |                                  |                                  |  |  |                                                     |                                                     |                                                     |                                                     |                                                     |                                                     |  |  |                                |                                |                                |                                |                                |                                |  |  |  |  |  |  |  |  |  |  |  |  |  |  |  |  |  |  |  |  |  |  |
| Ngụy Khỏa Lệnh Hồ thị              | Ngụy Khỏa Lệnh Hồ thị              | Ngụy Khỏa Lệnh Hồ thị              | Ngụy Khỏa Lệnh Hồ thị              | Ngụy Khỏa Lệnh Hồ thị              | Ngụy Khỏa Lệnh Hồ thị              |  |  | Ngụy Kỹ Lã thị ?-575 TCN         | Ngụy Kỹ Lã thị ?-575 TCN         | Ngụy Kỹ Lã thị ?-575 TCN         | Ngụy Kỹ Lã thị ?-575 TCN         | Ngụy Kỹ Lã thị ?-575 TCN         | Ngụy Kỹ Lã thị ?-575 TCN         |  |  | Ngụy Điệu tử Ngụy Khỏa                              | Ngụy Điệu tử Ngụy Khỏa                              | Ngụy Điệu tử Ngụy Khỏa                              | Ngụy Điệu tử Ngụy Khỏa                              | Ngụy Điệu tử Ngụy Khỏa                              | Ngụy Điệu tử Ngụy Khỏa                              |  |  |                                |                                |                                |                                |                                |                                |  |  |  |  |  |  |  |  |  |  |  |  |  |  |  |  |  |  |  |  |  |  |
| Ngụy Khỏa Lệnh Hồ thị              | Ngụy Khỏa Lệnh Hồ thị              | Ngụy Khỏa Lệnh Hồ thị              | Ngụy Khỏa Lệnh Hồ thị              | Ngụy Khỏa Lệnh Hồ thị              | Ngụy Khỏa Lệnh Hồ thị              |  |  | Ngụy Kỹ Lã thị ?-575 TCN         | Ngụy Kỹ Lã thị ?-575 TCN         | Ngụy Kỹ Lã thị ?-575 TCN         | Ngụy Kỹ Lã thị ?-575 TCN         | Ngụy Kỹ Lã thị ?-575 TCN         | Ngụy Kỹ Lã thị ?-575 TCN         |  |  | Ngụy Điệu tử Ngụy Khỏa                              | Ngụy Điệu tử Ngụy Khỏa                              | Ngụy Điệu tử Ngụy Khỏa                              | Ngụy Điệu tử Ngụy Khỏa                              | Ngụy Điệu tử Ngụy Khỏa                              | Ngụy Điệu tử Ngụy Khỏa                              |  |  |                                |                                |                                |                                |                                |                                |  |  |  |  |  |  |  |  |  |  |  |  |  |  |  |  |  |  |  |  |  |  |
| Lệnh Hồ Văn tử Ngụy Hiệt ?-570 TCN | Lệnh Hồ Văn tử Ngụy Hiệt ?-570 TCN | Lệnh Hồ Văn tử Ngụy Hiệt ?-570 TCN | Lệnh Hồ Văn tử Ngụy Hiệt ?-570 TCN | Lệnh Hồ Văn tử Ngụy Hiệt ?-570 TCN | Lệnh Hồ Văn tử Ngụy Hiệt ?-570 TCN |  |  | Lã Tuyên tử Ngụy Tương ?-622 TCN | Lã Tuyên tử Ngụy Tương ?-622 TCN | Lã Tuyên tử Ngụy Tương ?-622 TCN | Lã Tuyên tử Ngụy Tương ?-622 TCN | Lã Tuyên tử Ngụy Tương ?-622 TCN | Lã Tuyên tử Ngụy Tương ?-622 TCN |  |  | Ngụy Trang tử Ngụy Giáng                            | Ngụy Trang tử Ngụy Giáng                            | Ngụy Trang tử Ngụy Giáng                            | Ngụy Trang tử Ngụy Giáng                            | Ngụy Trang tử Ngụy Giáng                            | Ngụy Trang tử Ngụy Giáng                            |  |  |                                |                                |                                |                                |                                |                                |  |  |  |  |  |  |  |  |  |  |  |  |  |  |  |  |  |  |  |  |  |  |
| Lệnh Hồ Văn tử Ngụy Hiệt ?-570 TCN | Lệnh Hồ Văn tử Ngụy Hiệt ?-570 TCN | Lệnh Hồ Văn tử Ngụy Hiệt ?-570 TCN | Lệnh Hồ Văn tử Ngụy Hiệt ?-570 TCN | Lệnh Hồ Văn tử Ngụy Hiệt ?-570 TCN | Lệnh Hồ Văn tử Ngụy Hiệt ?-570 TCN |  |  | Lã Tuyên tử Ngụy Tương ?-622 TCN | Lã Tuyên tử Ngụy Tương ?-622 TCN | Lã Tuyên tử Ngụy Tương ?-622 TCN | Lã Tuyên tử Ngụy Tương ?-622 TCN | Lã Tuyên tử Ngụy Tương ?-622 TCN | Lã Tuyên tử Ngụy Tương ?-622 TCN |  |  | Ngụy Trang tử Ngụy Giáng                            | Ngụy Trang tử Ngụy Giáng                            | Ngụy Trang tử Ngụy Giáng                            | Ngụy Trang tử Ngụy Giáng                            | Ngụy Trang tử Ngụy Giáng                            | Ngụy Trang tử Ngụy Giáng                            |  |  |                                |                                |                                |                                |                                |                                |  |  |  |  |  |  |  |  |  |  |  |  |  |  |  |  |  |  |  |  |  |  |
|                                    |                                    |                                    |                                    |                                    |                                    |  |  |                                  |                                  |                                  |                                  |                                  |                                  |  |  | Ngụy Hiến Tử Ngụy Thư 565 TCN - 509 TCN             |                                                     |                                                     |                                                     |                                                     |                                                     |  |  |                                |                                |                                |                                |                                |                                |  |  |  |  |  |  |  |  |  |  |  |  |  |  |  |  |  |  |  |  |  |  |
|                                    |                                    |                                    |                                    |                                    |                                    |  |  |                                  |                                  |                                  |                                  |                                  |                                  |  |  |                                                     |                                                     |                                                     |                                                     |                                                     |                                                     |  |  |                                |                                |                                |                                |                                |                                |  |  |  |  |  |  |  |  |  |  |  |  |  |  |  |  |  |  |  |  |  |  |
|                                    |                                    |                                    |                                    |                                    |                                    |  |  |                                  |                                  |                                  |                                  |                                  |                                  |  |  |                                                     |                                                     |                                                     |                                                     |                                                     |                                                     |  |  |                                |                                |                                |                                |                                |                                |  |  |  |  |  |  |  |  |  |  |  |  |  |  |  |  |  |  |  |  |  |  |
|                                    |                                    |                                    |                                    |                                    |                                    |  |  |                                  |                                  |                                  |                                  |                                  |                                  |  |  | Ngụy Giản tử Ngụy Thủ                               | Ngụy Giản tử Ngụy Thủ                               | Ngụy Giản tử Ngụy Thủ                               | Ngụy Giản tử Ngụy Thủ                               | Ngụy Giản tử Ngụy Thủ                               | Ngụy Giản tử Ngụy Thủ                               |  |  | Ngụy Mậu                       | Ngụy Mậu                       | Ngụy Mậu                       | Ngụy Mậu                       | Ngụy Mậu                       | Ngụy Mậu                       |  |  |  |  |  |  |  |  |  |  |  |  |  |  |  |  |  |  |  |  |  |  |
|                                    |                                    |                                    |                                    |                                    |                                    |  |  |                                  |                                  |                                  |                                  |                                  |                                  |  |  | Ngụy Giản tử Ngụy Thủ                               | Ngụy Giản tử Ngụy Thủ                               | Ngụy Giản tử Ngụy Thủ                               | Ngụy Giản tử Ngụy Thủ                               | Ngụy Giản tử Ngụy Thủ                               | Ngụy Giản tử Ngụy Thủ                               |  |  | Ngụy Mậu                       | Ngụy Mậu                       | Ngụy Mậu                       | Ngụy Mậu                       | Ngụy Mậu                       | Ngụy Mậu                       |  |  |  |  |  |  |  |  |  |  |  |  |  |  |  |  |  |  |  |  |  |  |
|                                    |                                    |                                    |                                    |                                    |                                    |  |  |                                  |                                  |                                  |                                  |                                  |                                  |  |  | Ngụy Tương tử Ngụy Man Đa                           |                                                     |                                                     |                                                     |                                                     |                                                     |  |  |                                |                                |                                |                                |                                |                                |  |  |  |  |  |  |  |  |  |  |  |  |  |  |  |  |  |  |  |  |  |  |
|                                    |                                    |                                    |                                    |                                    |                                    |  |  |                                  |                                  |                                  |                                  |                                  |                                  |  |  |                                                     |                                                     |                                                     |                                                     |                                                     |                                                     |  |  |                                |                                |                                |                                |                                |                                |  |  |  |  |  |  |  |  |  |  |  |  |  |  |  |  |  |  |  |  |  |  |
|                                    |                                    |                                    |                                    |                                    |                                    |  |  |                                  |                                  |                                  |                                  |                                  |                                  |  |  | Ngụy Hoàn tử Ngụy Câu ?-446 TCN                     |                                                     |                                                     |                                                     |                                                     |                                                     |  |  |                                |                                |                                |                                |                                |                                |  |  |  |  |  |  |  |  |  |  |  |  |  |  |  |  |  |  |  |  |  |  |
|                                    |                                    |                                    |                                    |                                    |                                    |  |  |                                  |                                  |                                  |                                  |                                  |                                  |  |  |                                                     |                                                     |                                                     |                                                     |                                                     |                                                     |  |  |                                |                                |                                |                                |                                |                                |  |  |  |  |  |  |  |  |  |  |  |  |  |  |  |  |  |  |  |  |  |  |
|                                    |                                    |                                    |                                    |                                    |                                    |  |  |                                  |                                  |                                  |                                  |                                  |                                  |  |  |                                                     |                                                     |                                                     |                                                     |                                                     |                                                     |  |  |                                |                                |                                |                                |                                |                                |  |  |  |  |  |  |  |  |  |  |  |  |  |  |  |  |  |  |  |  |  |  |
|                                    |                                    |                                    |                                    |                                    |                                    |  |  |                                  |                                  |                                  |                                  |                                  |                                  |  |  | (1)Ngụy Văn hầu Ngụy Tư ?-424 TCN - 396 TCN         | (1)Ngụy Văn hầu Ngụy Tư ?-424 TCN - 396 TCN         | (1)Ngụy Văn hầu Ngụy Tư ?-424 TCN - 396 TCN         | (1)Ngụy Văn hầu Ngụy Tư ?-424 TCN - 396 TCN         | (1)Ngụy Văn hầu Ngụy Tư ?-424 TCN - 396 TCN         | (1)Ngụy Văn hầu Ngụy Tư ?-424 TCN - 396 TCN         |  |  | Ngụy Thành                     | Ngụy Thành                     | Ngụy Thành                     | Ngụy Thành                     | Ngụy Thành                     | Ngụy Thành                     |  |  |  |  |  |  |  |  |  |  |  |  |  |  |  |  |  |  |  |  |  |  |
|                                    |                                    |                                    |                                    |                                    |                                    |  |  |                                  |                                  |                                  |                                  |                                  |                                  |  |  | (1)Ngụy Văn hầu Ngụy Tư ?-424 TCN - 396 TCN         | (1)Ngụy Văn hầu Ngụy Tư ?-424 TCN - 396 TCN         | (1)Ngụy Văn hầu Ngụy Tư ?-424 TCN - 396 TCN         | (1)Ngụy Văn hầu Ngụy Tư ?-424 TCN - 396 TCN         | (1)Ngụy Văn hầu Ngụy Tư ?-424 TCN - 396 TCN         | (1)Ngụy Văn hầu Ngụy Tư ?-424 TCN - 396 TCN         |  |  | Ngụy Thành                     | Ngụy Thành                     | Ngụy Thành                     | Ngụy Thành                     | Ngụy Thành                     | Ngụy Thành                     |  |  |  |  |  |  |  |  |  |  |  |  |  |  |  |  |  |  |  |  |  |  |
|                                    |                                    |                                    |                                    |                                    |                                    |  |  |                                  |                                  |                                  |                                  |                                  |                                  |  |  |                                                     |                                                     |                                                     |                                                     |                                                     |                                                     |  |  |                                |                                |                                |                                |                                |                                |  |  |  |  |  |  |  |  |  |  |  |  |  |  |  |  |  |  |  |  |  |  |
|                                    |                                    |                                    |                                    |                                    |                                    |  |  |                                  |                                  |                                  |                                  |                                  |                                  |  |  | (2)Ngụy Vũ hầu Ngụy Kích ?-396 TCN - 370 TCN        | (2)Ngụy Vũ hầu Ngụy Kích ?-396 TCN - 370 TCN        | (2)Ngụy Vũ hầu Ngụy Kích ?-396 TCN - 370 TCN        | (2)Ngụy Vũ hầu Ngụy Kích ?-396 TCN - 370 TCN        | (2)Ngụy Vũ hầu Ngụy Kích ?-396 TCN - 370 TCN        | (2)Ngụy Vũ hầu Ngụy Kích ?-396 TCN - 370 TCN        |  |  | Thiếu tử Chí                   | Thiếu tử Chí                   | Thiếu tử Chí                   | Thiếu tử Chí                   | Thiếu tử Chí                   | Thiếu tử Chí                   |  |  |  |  |  |  |  |  |  |  |  |  |  |  |  |  |  |  |  |  |  |  |
|                                    |                                    |                                    |                                    |                                    |                                    |  |  |                                  |                                  |                                  |                                  |                                  |                                  |  |  | (2)Ngụy Vũ hầu Ngụy Kích ?-396 TCN - 370 TCN        | (2)Ngụy Vũ hầu Ngụy Kích ?-396 TCN - 370 TCN        | (2)Ngụy Vũ hầu Ngụy Kích ?-396 TCN - 370 TCN        | (2)Ngụy Vũ hầu Ngụy Kích ?-396 TCN - 370 TCN        | (2)Ngụy Vũ hầu Ngụy Kích ?-396 TCN - 370 TCN        | (2)Ngụy Vũ hầu Ngụy Kích ?-396 TCN - 370 TCN        |  |  | Thiếu tử Chí                   | Thiếu tử Chí                   | Thiếu tử Chí                   | Thiếu tử Chí                   | Thiếu tử Chí                   | Thiếu tử Chí                   |  |  |  |  |  |  |  |  |  |  |  |  |  |  |  |  |  |  |  |  |  |  |
|                                    |                                    |                                    |                                    |                                    |                                    |  |  |                                  |                                  |                                  |                                  |                                  |                                  |  |  |                                                     |                                                     |                                                     |                                                     |                                                     |                                                     |  |  |                                |                                |                                |                                |                                |                                |  |  |  |  |  |  |  |  |  |  |  |  |  |  |  |  |  |  |  |  |  |  |
|                                    |                                    |                                    |                                    |                                    |                                    |  |  |                                  |                                  |                                  |                                  |                                  |                                  |  |  | (3)Ngụy Huệ Thành vương Ngụy Oanh 400-370 TCN - 319 | (3)Ngụy Huệ Thành vương Ngụy Oanh 400-370 TCN - 319 | (3)Ngụy Huệ Thành vương Ngụy Oanh 400-370 TCN - 319 | (3)Ngụy Huệ Thành vương Ngụy Oanh 400-370 TCN - 319 | (3)Ngụy Huệ Thành vương Ngụy Oanh 400-370 TCN - 319 | (3)Ngụy Huệ Thành vương Ngụy Oanh 400-370 TCN - 319 |  |  | Ngụy Hoãn                      | Ngụy Hoãn                      | Ngụy Hoãn                      | Ngụy Hoãn                      | Ngụy Hoãn                      | Ngụy Hoãn                      |  |  |  |  |  |  |  |  |  |  |  |  |  |  |  |  |  |  |  |  |  |  |
|                                    |                                    |                                    |                                    |                                    |                                    |  |  |                                  |                                  |                                  |                                  |                                  |                                  |  |  | (3)Ngụy Huệ Thành vương Ngụy Oanh 400-370 TCN - 319 | (3)Ngụy Huệ Thành vương Ngụy Oanh 400-370 TCN - 319 | (3)Ngụy Huệ Thành vương Ngụy Oanh 400-370 TCN - 319 | (3)Ngụy Huệ Thành vương Ngụy Oanh 400-370 TCN - 319 | (3)Ngụy Huệ Thành vương Ngụy Oanh 400-370 TCN - 319 | (3)Ngụy Huệ Thành vương Ngụy Oanh 400-370 TCN - 319 |  |  | Ngụy Hoãn                      | Ngụy Hoãn                      | Ngụy Hoãn                      | Ngụy Hoãn                      | Ngụy Hoãn                      | Ngụy Hoãn                      |  |  |  |  |  |  |  |  |  |  |  |  |  |  |  |  |  |  |  |  |  |  |
|                                    |                                    |                                    |                                    |                                    |                                    |  |  |                                  |                                  |                                  |                                  |                                  |                                  |  |  |                                                     |                                                     |                                                     |                                                     |                                                     |                                                     |  |  |                                |                                |                                |                                |                                |                                |  |  |  |  |  |  |  |  |  |  |  |  |  |  |  |  |  |  |  |  |  |  |
|                                    |                                    |                                    |                                    |                                    |                                    |  |  | Thái tử Thân                     | Thái tử Thân                     | Thái tử Thân                     | Thái tử Thân                     | Thái tử Thân                     | Thái tử Thân                     |  |  | (4)Ngụy Tương vương Ngụy Tự ?-319 TCN - 296 TCN     | (4)Ngụy Tương vương Ngụy Tự ?-319 TCN - 296 TCN     | (4)Ngụy Tương vương Ngụy Tự ?-319 TCN - 296 TCN     | (4)Ngụy Tương vương Ngụy Tự ?-319 TCN - 296 TCN     | (4)Ngụy Tương vương Ngụy Tự ?-319 TCN - 296 TCN     | (4)Ngụy Tương vương Ngụy Tự ?-319 TCN - 296 TCN     |  |  | Công tử Hách                   | Công tử Hách                   | Công tử Hách                   | Công tử Hách                   | Công tử Hách                   | Công tử Hách                   |  |  |  |  |  |  |  |  |  |  |  |  |  |  |  |  |  |  |  |  |  |  |
|                                    |                                    |                                    |                                    |                                    |                                    |  |  | Thái tử Thân                     | Thái tử Thân                     | Thái tử Thân                     | Thái tử Thân                     | Thái tử Thân                     | Thái tử Thân                     |  |  | (4)Ngụy Tương vương Ngụy Tự ?-319 TCN - 296 TCN     | (4)Ngụy Tương vương Ngụy Tự ?-319 TCN - 296 TCN     | (4)Ngụy Tương vương Ngụy Tự ?-319 TCN - 296 TCN     | (4)Ngụy Tương vương Ngụy Tự ?-319 TCN - 296 TCN     | (4)Ngụy Tương vương Ngụy Tự ?-319 TCN - 296 TCN     | (4)Ngụy Tương vương Ngụy Tự ?-319 TCN - 296 TCN     |  |  | Công tử Hách                   | Công tử Hách                   | Công tử Hách                   | Công tử Hách                   | Công tử Hách                   | Công tử Hách                   |  |  |  |  |  |  |  |  |  |  |  |  |  |  |  |  |  |  |  |  |  |  |
|                                    |                                    |                                    |                                    |                                    |                                    |  |  |                                  |                                  |                                  |                                  |                                  |                                  |  |  |                                                     |                                                     |                                                     |                                                     |                                                     |                                                     |  |  |                                |                                |                                |                                |                                |                                |  |  |  |  |  |  |  |  |  |  |  |  |  |  |  |  |  |  |  |  |  |  |
|                                    |                                    |                                    |                                    |                                    |                                    |  |  | Thái tử Chính                    | Thái tử Chính                    | Thái tử Chính                    | Thái tử Chính                    | Thái tử Chính                    | Thái tử Chính                    |  |  | (5)Ngụy Chiêu vương Ngụy Sắc ?-296 TCN - 277 TCN    | (5)Ngụy Chiêu vương Ngụy Sắc ?-296 TCN - 277 TCN    | (5)Ngụy Chiêu vương Ngụy Sắc ?-296 TCN - 277 TCN    | (5)Ngụy Chiêu vương Ngụy Sắc ?-296 TCN - 277 TCN    | (5)Ngụy Chiêu vương Ngụy Sắc ?-296 TCN - 277 TCN    | (5)Ngụy Chiêu vương Ngụy Sắc ?-296 TCN - 277 TCN    |  |  |                                |                                |                                |                                |                                |                                |  |  |  |  |  |  |  |  |  |  |  |  |  |  |  |  |  |  |  |  |  |  |
|                                    |                                    |                                    |                                    |                                    |                                    |  |  | Thái tử Chính                    | Thái tử Chính                    | Thái tử Chính                    | Thái tử Chính                    | Thái tử Chính                    | Thái tử Chính                    |  |  | (5)Ngụy Chiêu vương Ngụy Sắc ?-296 TCN - 277 TCN    | (5)Ngụy Chiêu vương Ngụy Sắc ?-296 TCN - 277 TCN    | (5)Ngụy Chiêu vương Ngụy Sắc ?-296 TCN - 277 TCN    | (5)Ngụy Chiêu vương Ngụy Sắc ?-296 TCN - 277 TCN    | (5)Ngụy Chiêu vương Ngụy Sắc ?-296 TCN - 277 TCN    | (5)Ngụy Chiêu vương Ngụy Sắc ?-296 TCN - 277 TCN    |  |  |                                |                                |                                |                                |                                |                                |  |  |  |  |  |  |  |  |  |  |  |  |  |  |  |  |  |  |  |  |  |  |
|                                    |                                    |                                    |                                    |                                    |                                    |  |  |                                  |                                  |                                  |                                  |                                  |                                  |  |  |                                                     |                                                     |                                                     |                                                     |                                                     |                                                     |  |  |                                |                                |                                |                                |                                |                                |  |  |  |  |  |  |  |  |  |  |  |  |  |  |  |  |  |  |  |  |  |  |
|                                    |                                    |                                    |                                    |                                    |                                    |  |  |                                  |                                  |                                  |                                  |                                  |                                  |  |  | (6)Ngụy An Ly vương Ngụy Ngữ ?-277 TCN - 243 TCN    | (6)Ngụy An Ly vương Ngụy Ngữ ?-277 TCN - 243 TCN    | (6)Ngụy An Ly vương Ngụy Ngữ ?-277 TCN - 243 TCN    | (6)Ngụy An Ly vương Ngụy Ngữ ?-277 TCN - 243 TCN    | (6)Ngụy An Ly vương Ngụy Ngữ ?-277 TCN - 243 TCN    | (6)Ngụy An Ly vương Ngụy Ngữ ?-277 TCN - 243 TCN    |  |  | Tín Lăng quân Ngụy Vô Kị ?-243 | Tín Lăng quân Ngụy Vô Kị ?-243 | Tín Lăng quân Ngụy Vô Kị ?-243 | Tín Lăng quân Ngụy Vô Kị ?-243 | Tín Lăng quân Ngụy Vô Kị ?-243 | Tín Lăng quân Ngụy Vô Kị ?-243 |  |  |  |  |  |  |  |  |  |  |  |  |  |  |  |  |  |  |  |  |  |  |
|                                    |                                    |                                    |                                    |                                    |                                    |  |  |                                  |                                  |                                  |                                  |                                  |                                  |  |  | (6)Ngụy An Ly vương Ngụy Ngữ ?-277 TCN - 243 TCN    | (6)Ngụy An Ly vương Ngụy Ngữ ?-277 TCN - 243 TCN    | (6)Ngụy An Ly vương Ngụy Ngữ ?-277 TCN - 243 TCN    | (6)Ngụy An Ly vương Ngụy Ngữ ?-277 TCN - 243 TCN    | (6)Ngụy An Ly vương Ngụy Ngữ ?-277 TCN - 243 TCN    | (6)Ngụy An Ly vương Ngụy Ngữ ?-277 TCN - 243 TCN    |  |  | Tín Lăng quân Ngụy Vô Kị ?-243 | Tín Lăng quân Ngụy Vô Kị ?-243 | Tín Lăng quân Ngụy Vô Kị ?-243 | Tín Lăng quân Ngụy Vô Kị ?-243 | Tín Lăng quân Ngụy Vô Kị ?-243 | Tín Lăng quân Ngụy Vô Kị ?-243 |  |  |  |  |  |  |  |  |  |  |  |  |  |  |  |  |  |  |  |  |  |  |
|                                    |                                    |                                    |                                    |                                    |                                    |  |  |                                  |                                  |                                  |                                  |                                  |                                  |  |  | (7)Ngụy Cảnh Mẫn vương Ngụy Ngọ ?-243 TCN - 228 TCN |                                                     |                                                     |                                                     |                                                     |                                                     |  |  |                                |                                |                                |                                |                                |                                |  |  |  |  |  |  |  |  |  |  |  |  |  |  |  |  |  |  |  |  |  |  |
|                                    |                                    |                                    |                                    |                                    |                                    |  |  |                                  |                                  |                                  |                                  |                                  |                                  |  |  |                                                     |                                                     |                                                     |                                                     |                                                     |                                                     |  |  |                                |                                |                                |                                |                                |                                |  |  |  |  |  |  |  |  |  |  |  |  |  |  |  |  |  |  |  |  |  |  |
|                                    |                                    |                                    |                                    |                                    |                                    |  |  |                                  |                                  |                                  |                                  |                                  |                                  |  |  | (8)Ngụy vương Giả ?-228 TCN - 225 TCN               |                                                     |                                                     |                                                     |                                                     |                                                     |  |  |                                |                                |                                |                                |                                |                                |  |  |  |  |  |  |  |  |  |  |  |  |  |  |  |  |  |  |  |  |  |  |